# Зінченко Максим Анатолійович
Макси́м Анато́лійович Зі́нченко (м.Молочанськ, Запорізька область) — український військовослужбовець, полковник. Лицар ордена Богдана Хмельницького III ступеня (2022).

## Життєпис
Максим Зінченко народився в місті Молочанськ Запорізької області України.
Свого часу офіцер пройшов усі щаблі військової кар’єри, починаючи зі строкової служби. У 2005 році він закінчив факультет військової підготовки при Харківському державному університеті архітектури та будівництва за напрямком пожежна безпека. Деякий час Максим працював в рідній alma mater, потім на різних посадах по лінії пожежної безпеки, згодом продовжив військову службу в одному з військкоматів Харківської області. Справжнього бойового досвіду офіцер набув у районі проведення ООС у складі окремої механізованої бригади імені кошового отамана Івана Сірка. 20 листопада 2021 року Максим Зінченко закінчив військову службу, звільнившись з посади військового комісара одного з ТЦК та СП Харківської області. До 24 лютого 2022 року чоловік працював старшим викладачем на військовій кафедрі Університету цивільного захисту. Дванадцять днів Максим Зінченко обороняв Харків у районі Північної Салтівки на посаді звичайного сержанта. На тринадцятий день відкритої агресії росії, Максим отримав пропозицію від вищого керівництва очолити один з батальйонів територіальної оборони, який на той момент формувався у місті. Підполковник Зінченко очолив та сформував 229-й Окремий батальйон Сил територіальної оборони. Наприкінці травня Граф сформував ще один батальйон тероборони – 247-ий. Він записав відео і закликав харків'ян вступати до Сил ТрО. 247-й Окремий батальйон Сил територіальної оборони був сформований Графом за два тижні.
Навесні 2023 був у складі 127 ОБр СТрО у Бахмуті, обороняючи місто від російських загарбників.
У квітні 2023 року отримав чергове звання полковника.
З серпня 2023 року, начальник відділу логістики штабу Регіонального управління Сил територіальної оборони «Схід» Збройних Сил України.

## Нагороди та відзнаки
- Орден Богдана Хмельницького III ступеня (2022)[3] — за особисту мужність, самовідданість і високий професіоналізм, виявлені у захисті державного суверенітету та територіальної цілісності України, вірність військовій присязі.